# Euophrys purcelli
Euophrys purcelli là một loài nhện trong họ Salticidae.
Loài này thuộc chi Euophrys. Euophrys purcelli được Elizabeth Maria Gifford Peckham & George William Peckham miêu tả năm 1903.